# Rajbiraj
Rajbiraj (en népalais : राजबिराज) est une ville du Népal, chef-lieu de la zone de Sagarmatha et du district de Saptari. Au recensement de 2011, la ville comptait 37 738 habitants.